# Bungo-Takada
Bungo-Takada (jap. 豊後高田市, -shi) ist eine Stadt in der Präfektur Ōita.

## Geographie
Bungo-Takada liegt im Nordwesten der Kunisaki-Halbinsel westlich von Kunisaki und östlich von Nakatsu und Usa.

## Geschichte
Die Gemeinde hieß ursprünglich Takada und wurde am 10. Mai 1954 nach diversen Eingemeindungen in Bungo-Takada umbenannt. Am 31. März 2005 wurde sie zur kreisfreien Stadt (shi) ernannt.

## Verkehr
- Straße:
  - Nationalstraße 213

## Söhne und Töchter der Stadt
- Minami Jirō (1874–1955), japanischer Politiker und Militär
- Hitotsumatsu Sadayoshi (1875–1973), Rechtsanwalt und Politiker

## Angrenzende Städte und Gemeinden
- Kunisaki
- Usa
- Kitsuki